# Panagiotis Paraskevopoulos
Panagiotis Paraskevopoulos (řecky Παναγιώτης Παρασκευόπουλος; 1875, Gortynia, Arkádie – 8. července 1956, Karousades, Korfu) byl řecký lékař a atlet, držitel stříbrné olympijské medaile v hodu diskem na Letních olympijských hrách 1896 v Athénách.

## Životopis
Narodil se v Gortynii na středním Peloponésu, mezi jeho předky patřil Dimitris Plapoutas (1786 – 1864), senátor a čestný pobočník řeckého krále Oty a bojovník během řecké revoluce proti Turkům, vůdce odboje v Arkádii.
Paraskevopoulos studoval v Athénách medicínu a na Pasteurově ústavu v Paříži pak specializaci jako mikrobiolog a epidemiolog. Profesi vykonával nejdříve v Athénách a posléze ve Volosu, kde pomáhal občanům vypořádat se s epidemií malárie pocházející z blízkéoho jezera Karla. Oženil se s Helenou Theotoki, sestrou spisovatele Konstantina Theotokise. Za 1. světové války žili manželé v Paříži, kde dobrovolně pomáhali obětem válečných běd. Na konci války se usadili ve Volosu, kde Panagiotis kromě lékařské praxe pomáhal organizovat sportovní život. Při svém domě měl trakt, kde choval pro svůj výzkum morčata a králíky. Posléze byl jmenován vedoucím mikrobiologické laboratoře nemocnice ve Volosu. Stejně činná a oblíbená byla ve Volosu i jeho manželka. V době epidémií léčil chudé spoluobčany bez nároku na odměnu, čímž si proti sobě postavil řadu dalších lékařů města.
Ke konci 20. let byli manželé nuceni odstěhovat se do Athén. Za 2. světové války po napadení Řecka fašistickou Itálií oba manželé přes svůj věk odešli na frontu. 20. dubna 941, se manželé setkali v budově nemocnice v Ioannině, kde Helen ošetřovala raněné, a zatímco si Panagiotis odběhl ven pro cigarety, dostala nemocnice těžký zásah německými bombardéry. Panagiotis našel mezi mnoha oběťmi svoji ženu roztrhanou na kousky. Část jejích ostatků si odnesl do Heleniny rodné vesnice Karousades na Korfu, kde je pohřbil. V této vsi také o 15 let později umírá.

## Paraskevopoulos na olympijských hrách
Paraskevopoulos se zúčastnil dvou olympijských her. Na Letních olympijských hrách 1896 v Athénách se účastnil soutěže v hodu diskem. Ten byl na pořadu hned první den Her. Závodu se zúčastnilo devět diskařů, mezi nimiž byl pro řecké fanoušky Paraskevopoulos jasným favoritem. Společně s krajanem Sotiriem Versisem byli na prvních dvou místech, ale nakonec je svým posledním pokusem přehodil Robert Garrett z USA (29.15 m, světový rekord), který původně ani nechtěl tuto disciplínu absolvovat. Paraskevopoulos byl stříbrný (28.955 m), když pár minut také držel světový rekord, Versis získal medaili bronzovou.
Na Letních olympijských hrách 1900 v Paříži okusil Paraskevopoulos obě vrhačské disciplíny, obě se konaly 14. července 1900 a na obou se setkal se svým athénským přemožitelem Garrettem. Soutěž byla ovlivněna tím, že plocha, na kterou se házelo, byla úzká a ohraničená stromořadím. Garrettovy všechny pokusy skončily na stromech. Paraskevopoulos se dostal jako čtvrtý mezi pětici finalistů, jimž kraloval Rudolf Bauer z Maďarska v olympijském rekordu, který také znamenal zlatou medaili, Paraskevopoulos skončil o 10 cm za bronzovým medailistou Dickem Sheldonem (stříbrný František Janda-Suk získal historicky první olympijskou medaili pro Čechy). Mezi finalisty ve vrhu koulí se Paraskevopoulos probojoval z pátého místa kvalifikace a ve finále se už nezlepšil.